# Bischofskonferenz
Eine Bischofskonferenz ist eine Versammlung von Bischöfen. 

## Römisch-katholische Bischofskonferenzen
In der römisch-katholischen Kirche ist eine Bischofskonferenz nach 447–459  CIC der ständige Zusammenschluss der Bischöfe einer Nation oder eines bestimmten Gebietes. Neben den Diözesanbischöfen gehören den Bischofskonferenzen meist auch alle amtierenden Koadjutoren, die Diözesanadministratoren und die Weihbischöfe an.
Weltweit gab es 2007 insgesamt 113 Bischofskonferenzen sowie achtzehn Bischofssynoden der katholischen Ostkirchen und vierzehn internationale Vereinigungen von Bischofskonferenzen, die in der Liste der römisch-katholischen Bischofskonferenzen aufgeführt sind.

## Lambeth-Konferenz
Die Lambeth-Konferenz ist die etwa alle zehn Jahre stattfindende internationale Bischofskonferenz der Anglikanischen Gemeinschaft. Sie wurde erstmals 1867 einberufen und tagt unter dem Vorsitz des Erzbischofs von Canterbury, von März 2013 bis Januar 2025 war dies Erzbischof Justin Welby. An der im Jahr 2008 für drei Wochen anberaumte Sitzung nahmen etwa 650 anglikanische Bischöfe aus 38 Kirchenprovinzen teil. Die Beschlüsse der Bischofskonferenz wirken nicht von selbst in den einzelnen Ortskirchen, sondern müssen von diesen in das jeweilige Kirchenrecht übertragen werden.

## Orthodoxe Bischofskonferenzen

### Orthodoxe Bischofskonferenz in Österreich
Die Orthodoxe Bischofskonferenz in Österreich ist seit der Konstituierung im Jahr 2010 das höchste Gremium der Orthodoxie im Land. Die Konferenz vertritt die Orthodoxie gegenüber der Republik Österreich und deren Behörden. Die Bischofskonferenz umfasst sieben Bischöfe, die dem Ökumenischen Patriarchat und den Patriarchen von Antiochien, Moskau, Serbien, Rumänien, Bulgarien und Georgien zugeordnet sind. Somit nehmen alle in Österreich vorkommenden orthodoxen Kirchen an der Konferenz teil. Der Amtssitz befindet sich in Wien, den Vorsitz führt der jeweilige Vertreter des Patriarchen von Konstantinopel. Auf Metropolit Michael Staikos folgte ab März 2012 Metropolit Arsenios Kardamakis als Vorsitzender.

### Orthodoxe Bischofskonferenz in Deutschland
Der 2010 gegründeten Orthodoxen Bischofskonferenz in Deutschland gehören neunzehn Mitglieder an. Als Präsident fungiert der Vertreter der griechisch-orthodoxen Kirche; dies ist derzeit Metropolit Augoustinos Lambardakis. Das Sekretariat ist in Dortmund ansässig. Der Bischofskonferenz gehören unter anderem Bischöfe der russischen, rumänischen, serbischen, georgischen, ukrainischen, griechischen und altorientalischen Tradition an.

## Bischofskonferenz der VELKD
Die Bischofskonferenz der Vereinigten Evangelisch-Lutherischen Kirche Deutschlands tagt unter dem Leitenden Bischof der VELKD; seit 2018 ist dies Landesbischof Ralf Meister von Hannover. Alle Bischöfe der Gliederkirchen sind Mitglieder der Konferenz. Sechs ständige Gäste, darunter der evangelisch-augsburgische Bischof von Österreich, nehmen ohne Stimmrecht an den Versammlungen teil. Aus Mitgliedern der Bischofskonferenz und der Generalsynode bildet sich die Kirchenleitung. Kirchengesetze kommen ebenfalls durch Beschluss der Generalsynode und der Bischofskonferenz zustande.

## Internationale Altkatholische Bischofskonferenz
Die Internationale Altkatholische Bischofskonferenz (IBK) umfasst die Bischöfe der Utrechter Union der Altkatholischen Kirchen und vertritt die autonomen altkatholischen Ortskirchen auf internationaler Ebene. Als Präsident fungiert ex officio der Erzbischof von Utrecht, seit März 2000 Joris Vercammen. Das Sekretariat der Bischofskonferenz ist in Utrecht ansässig; die Vollversammlungen finden jährlich an wechselnden Orten statt, so etwa 2012 in Österreich, im katholischen Benediktiner-Stift Melk oder 2014 in der altkatholischen St.-Gertrudis-Kathedrale in Utrecht. Die Anglikanische Gemeinschaft und der Erzbischof von Canterbury sind durch ständige Beobachter vertreten.
Die altkatholischen Mitglieder der Internationalen Römisch-Katholisch - Altkatholischen Dialogkommission (IRAD) werden durch die Bischofskonferenz nominiert. Anlässlich des Gedenkjahres 125 Jahre Utrechter Union (1889–2014) wurde die Internationale Altkatholische Bischofskonferenz im Oktober 2014 von Papst Franziskus in Privataudienz im Vatikan empfangen. Im Zuge des persönlichen Gesprächs mit dem altkatholischen Episkopat rief der Papst dazu auf, die Zusammenarbeit zwischen römischer und altkatholischer Kirche zu verstärken.